# Куцый, Андрей Карпович
Андрей Карпович Куцый — советский хозяйственный, государственный и политический деятель, Герой Социалистического Труда.

## Биография
Родился в 1942 году на территории современной Одесской области. Член КПСС.
С 1958 года — на хозяйственной, общественной и политической работе. В 1958—2002 гг. — помощник тракториста, тракторист МТС, механизатор колхоза имени Ленина Балтского района Одесской области.
Указом Президиума Верховного Совета СССР от 15 декабря 1972 года присвоено звание Героя Социалистического Труда с вручением ордена Ленина и золотой медали «Серп и Молот».
Делегат XXV съезда КПСС.
Жил в Одесской области.